# Флюгаре-Карлен, Эмилия
Эмилия Флюгаре-Карлен (швед. Emilie Flygare-Carlén; урожденная Смит швед. Smith; 8 августа 1807 года, Стрёмстад — 5 февраля 1892 года, Стокгольм) — шведская писательница.

## Биография
Эмилия Флюгаре-Карлен родилась 8 августа 1807 года в городе Стрёмстад, Швеция.
Эмили Смит выросла на побережье пролива Скагеррак в шведской области Бохуслена. Её отец, Рутгер Смит, был отставным морским капитаном, занявшимся мелкой торговлей. Его дочь, Эмили, часто сопровождала отца в поездках вдоль побережья страны. В эти годы она узнала, как живут местные жители, рыбаки, контрабандисты. Эти типажи стали впоследствии героями её произведений.
В двадцать лет Эмили вышла замуж за местного врача, Акселя Флюгаре (Axel Flygare) и уехала с ним жить в провинцию Смоланд. В семье было четверо детей, двое из которых умерли в раннем возрасте. В 1833 году Эмили овдовела и вернулась в родительский дом, решив посвятить себя занятиям литературой.
Через несколько лет она переехала в Стокгольм и в 1841 году вышла замуж за адвоката, публициста и поэта, Юхана Габриэля Карлена (Johan Gabriel Carlén, 1814—1875), старшего брата писательницы Октавии Карлен. Дом Эмили стал местом встреч для стокгольмских литераторов. В течение последующих двенадцати лет она писала ежегодно по одному или два романа. После трагической смерти её сына, Эдварда Флюгаре (1829—1853), подающего большие надежды, как писателя, издавшего к этому времени три книги, последовали шесть лет перерыва в творчестве писательницы. С 1884 года она снова начала писать.
Эмили Флюгаре-Карлен занималась благотворительной деятельностью, основала фонды помощи бедным студентам и преподавателям, рыбакам и их вдовам. Писательница известна по своей двойной фамилии Флюгаре-Карлен (Flygare-Carlén). Её дочь, Роза Карлен (1836—1883), также была известной писательницей.
Эмилия Флюгаре-Карлен скончалась 5 февраля 1892 года в Стокгольме, похоронена на кладбище Норра бегравнингсплатсен в северной части Стокгольма.

## Публикации
Первый роман Эмилии Флюгаре-Карлен, Вальдемар Кляйн (Valdemar Klein), был опубликован в 1838 году. В этом и более поздних её романах, таких как Rosen på Tistelön (1842), Pål Värning, Enslingen på Johannisskäret (1846; Отшельник), Jungfrutornet и Ett köpmanshus i skärgården (1859; Купеческий дом на скалах), она писала о жизни людей на большой земле и на море. В своих рассказах и новеллах, таких как Fosterbröderna, Fideikommisset,  Ett år, En nyckfull, Kamrer Lassman и Vindskuporna она писала о жизни людей своей страны среднего класса.
В 1869—1875 годах её романы были изданы в Стокгольме в собрании сочинений в 31 томах. В 1878 году она издала свою автобиографию Minnen af svenskt författarlif, 1840—1860 (Воспоминания о шведской литературной жизни). Произведения Эмили Флюгаре-Карлен были переведены на датский, норвежский, немецкий, русский, французский, английский, итальянский, голландский, венгерский и чешский языки. В свое время Эмили Флюгаре-Карлен была самым читаемым шведским романистом.